# Алфара-дел-Патріарка
Алфара-дел-Патріарка, Альфара-дель-Патріарка (валенс. Alfara del Patriarca, ісп. Alfara del Patriarca) — муніципалітет в Іспанії, у складі автономної спільноти Валенсія, у провінції Валенсія. Населення — 3107 осіб (2010).

## Географія
Муніципалітет розташований на відстані близько 300 км на схід від Мадрида, 7 км на північ від Валенсії.

## Демографія
Динаміка населення (INE ):

## Галерея зображень

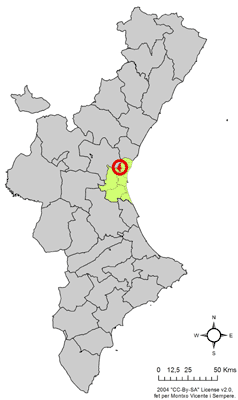
Розташування муніципалітету Алфара-дел-Патріарка у автономній спільноті Валенсія
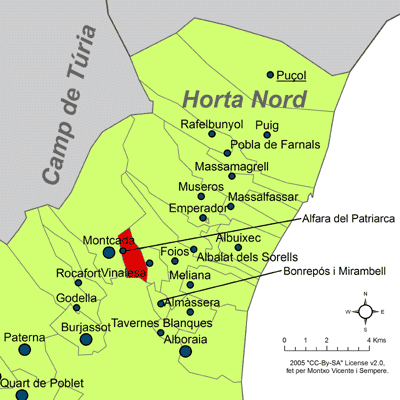
Розташування муніципалітету Алфара-дел-Патріарка у комарці Уерта-Норте
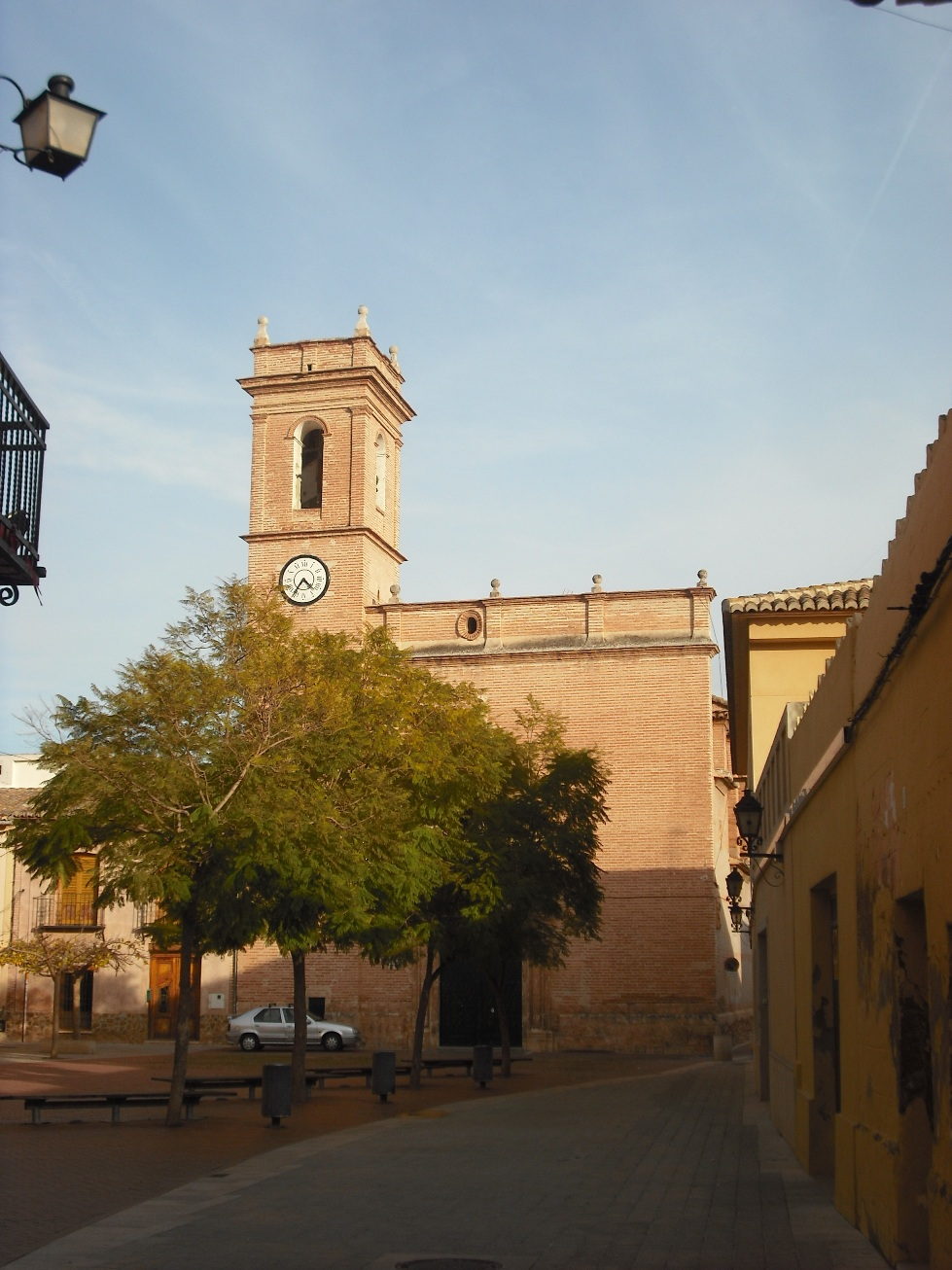
Парафіяльна церква Алфари